# Recipe for Hate
Recipe for Hate är Bad Religions sjunde album, utgivet 21 september 1993. Det var deras sista album på skivbolaget Epitaph innan de gick över till Atlantic, de återkom till Epitaph 2001.
Albumet gästas av sångarna Eddie Vedder, från Pearl Jam, och Johnette Napolitano, från Concrete Blonde, som medverkar på "American Jesus" och "Watch It Die" respektive "Struck a Nerve".

## Låtlista
1. "Recipe for Hate" (Greg Graffin) - 2:02
2. "Kerosene" (Brett Gurewitz) - 2:41
3. "American Jesus" (Brett Gurewitz/Greg Graffin) 3:17
4. "Portrait of Authority" (Greg Graffin) - 2:44
5. "Man With a Mission" (Brett Gurewitz) - 3:11
6. "All Good Soldiers" (Brett Gurewitz) - 3:07
7. "Watch It Die" (Greg Graffin) - 2:34
8. "Struck a Nerve" (Greg Graffin) - 3:47
9. "My Poor Friend Me" (Greg Graffin) - 2:42
10. "Lookin' In" (Greg Graffin) - 2:03
11. "Don't Pray On Me" (Brett Gurewitz) - 2:42
12. "Modern Day Catastrophists" (Greg Graffin) - 2:46
13. "Skyscraper" (Brett Gurewitz) - 3:15
14. "Stealth" (Jay Bentley/Brett Gurewitz/Bobby Schayer/Eddie Vedder) - 0:42